# Gordon McQueen
Gordon McQueen, född 26 juni 1952 i Kilbirnie, North Ayrshire, död 15 juni 2023 i Hutton Rudby, North Yorkshire, var en skotsk professionell fotbollsspelare och manager. Han var framgångsrik mittback i Leeds United och Manchester United under 1970- och 1980-talen. Han spelade totalt 381 ligamatcher och gjorde 40 mål under en spelarkarriär som varade från 1970 till 1985.
Han spelade dessutom i skotska landslaget 30 gånger och gjorde 5 mål.